# ترانسپوزاز
ترانسپوزاز (transposase) نام آنزیمی است که در فرآیند انتقال ژنی، در جابجا کردن برش‌های DNA از یک مکان از ژنوم به مکان دیگر نقش ایفا می‌کند.
این آنزیم به انتهای ترانسپازون متصل می‌شود و با استفاده از یک فرایند کپی-پیستی باعت جابجا شدن ترانسپازون به یک مکان دیگر می‌شود. این مکان جدید معمولاً به صورت تصادفی تعیین می‌شود.